# 全国防具付空手道選手権大会
全国防具付空手道選手権大会（ぜんこくぼうぐつきからてどうせんしゅけんたいかい）は、防具付き空手（防具空手）の全国大会。主催は全日本空手道連盟錬武会。

## 概要
全日本空手道連盟錬武会が主催し、全日本空手道連盟の協賛のもと毎年9月に開催されている防具付き空手の全国大会である。空手道の全国規模の大会では最古のものであり、全日本空手道連盟との申し合わせによる数回の中止もありながらも、1971年以降は毎年開催されている。

## 歴史
その歴史は古く、昭和29年5月の「関東空手道選手権大会」の成功を受けて、同年の12月に初めて開催された。これは空手道の全国規模の大会としては最古のものであり、空手道の競技化のいち早い成功例となった。なお、この大会を第5回～第9回まで開催していた全日本空手道連盟（旧）とは錬武会の旧名であり、現在の同名の組織とは異なる。その後、現在の財団法人全日本空手道連盟結成後、その協力団体は全国大会を当分開催しないとの申し送り事項が結ばれた。他団体がそれを放棄する中、錬武会はその公約通りに全国大会を中止している為、第9回大会から第10回大会までは7年間のタイムラグがあるが、その間は代替策としてアジア大会を開催した。第20回大会から一般女子の部が開設。また、第40回大会からそれまで上足低でのみ技ありとなっていた回し蹴りにおいて、背足部分での蹴りも技ありとして認められるようになった。

### 名称の変更
1954年（昭和29年）に始まって以降、数回の中止を経ながら2009年（平成21年）の大会で48回を数えたが、大会の名称自体は過去に数度変更されている。以下にその変遷、カッコ内に開催場所を記す。
- 第1回～第4回 全国空手道選手権大会（共立講堂、渋谷公会堂、日比谷公会堂）

錬武舘が主催していた時代。
- 第5回～第9回 全日本空手道連盟選手権大会（後楽園ジムナジアム、東京都体育館）

全日本空手道連盟（旧）が結成され、連盟が主催していた時代。
- 第10回～第29回 全日本防具付空手道選手権大会（東京都体育館、新宿区スポーツセンター、三島市民体育館、駒沢オリンピック体育館）

寸止めの全日本空手道連盟が結成され、6年間全国大会が中止になった後の名称。大会名に「防具付」と明記されるようになる。
- 第30回～ 全国防具付空手道選手権大会（東京体育館、東京武道館）

協力団体の全国規模の大会の呼称を「全国」で統一する全日本空手道連盟の規定が制定されたことによる第30回大会以降の名称。

## 部門
- 個人戦組手（一般男子、一般女子、高校男子、中学男子、中学女子、小学男子、小学女子）
- 団体戦組手（一般男子、中学男子、小学男子）
- 形試合　　（一般男子、一般女子、中学男子、中学女子、小学男子、小学女子）

## 歴代優勝者

### 組手の部
| 回                                                | 大会名                                                                                 | 年                 | 開催地                 | 一般男子優勝者                             | 所属     |  | 一般女子優勝者         | 所属     |  |
| ------------------------------------------------- | -------------------------------------------------------------------------------------- | ------------------ | ---------------------- | ------------------------------------------ | -------- |  | ---------------------- | -------- |  |
| 1                                                 | 全国空手道選手権大会                                                                   | 1954年（昭和29年） | 共立講堂               | 須賀信行                                   | 東京都   |  |                        |          |  |
| 2                                                 | 全国空手道選手権大会                                                                   | 1955年（昭和30年） | 共立講堂               | 須賀信行                                   | 東京都   |  |                        |          |  |
| 3                                                 | 全国空手道選手権大会                                                                   | 1956年（昭和31年） | 渋谷公会堂             | 竹村孝雄                                   | 埼玉県   |  |                        |          |  |
|                                                   | 1957年（昭和32年） 開催されず。                                                        |                    |                        |                                            |          |  |                        |          |  |
| 4                                                 | 全国空手道選手権大会                                                                   | 1958年（昭和33年） | 日比谷公会堂           | 島田理典                                   | 東京都   |  |                        |          |  |
| 5                                                 | 全日本空手道連盟選手権大会                                                             | 1959年（昭和34年） | 後楽園ジムナジアム     | 豊倉宏眞                                   | 千葉県   |  |                        |          |  |
| 6                                                 | 全日本空手道連盟選手権大会                                                             | 1960年（昭和35年） | 後楽園ジムナジアム     | 小野寺憲                                   | 宮城県   |  |                        |          |  |
| 7                                                 | 全日本空手道連盟選手権大会                                                             | 1961年（昭和36年） | 後楽園ジムナジアム     | 豊倉宏眞                                   | 千葉県   |  |                        |          |  |
| 8                                                 | 全日本空手道連盟選手権大会                                                             | 1962年（昭和37年） | 東京都体育館           | 宮本力                                     | 福岡県   |  |                        |          |  |
| 9                                                 | 全日本空手道連盟選手権大会                                                             | 1963年（昭和38年） | 東京都体育館           | 宮本力                                     | 福岡県   |  |                        |          |  |
|                                                   | 1964年（昭和39年） ～1970年（昭和45年） 全日本空手道連盟との申し合わせ事項により中止。 |                    |                        |                                            |          |  |                        |          |  |
| 10                                                | 全日本防具付空手道選手権大会                                                           | 1971年（昭和46年） | 東京都体育館           | 神谷孝                                     | 東京都   |  |                        |          |  |
| 11                                                | 全日本防具付空手道選手権大会                                                           | 1972年（昭和47年） | 東京都体育館           | 吉成重雄                                   | 栃木県   |  |                        |          |  |
| 12                                                | 全日本防具付空手道選手権大会                                                           | 1973年（昭和48年） | 東京都体育館           | 坪山修一                                   | 埼玉県   |  |                        |          |  |
| 13                                                | 全日本防具付空手道選手権大会                                                           | 1974年（昭和49年） | 東京都体育館           | 金原弘                                     | 神奈川県 |  |                        |          |  |
| 14                                                | 全日本防具付空手道選手権大会                                                           | 1975年（昭和50年） | 東京都体育館           | 鳥取幸夫                                   | 栃木県   |  |                        |          |  |
| 15                                                | 全日本防具付空手道選手権大会                                                           | 1976年（昭和51年） | 東京都体育館           | 福田良一                                   | 栃木県   |  |                        |          |  |
| 16                                                | 全日本防具付空手道選手権大会                                                           | 1977年（昭和52年） | 東京都体育館           | 鳥取幸夫                                   | 栃木県   |  |                        |          |  |
| 17                                                | 全日本防具付空手道選手権大会                                                           | 1978年（昭和53年） | 東京都体育館           | 松田文次                                   | 東京都   |  |                        |          |  |
| 18                                                | 全日本防具付空手道選手権大会                                                           | 1979年（昭和54年） | 東京都体育館           | 海老原陽二                                 | 東京都   |  |                        |          |  |
| 19                                                | 全日本防具付空手道選手権大会                                                           | 1980年（昭和55年） | 東京都体育館           | 福田良一                                   | 栃木県   |  |                        |          |  |
| 20                                                | 全日本防具付空手道選手権大会                                                           | 1981年（昭和56年） | 東京都体育館           | 福田良一                                   | 栃木県   |  | 白石綾子               | 宮城県   |  |
| 21                                                | 全日本防具付空手道選手権大会                                                           | 1982年（昭和57年） | 東京都体育館           | 松田文次                                   | 東京都   |  | 稲山京子               | 宮城県   |  |
| 22                                                | 全日本防具付空手道選手権大会                                                           | 1983年（昭和58年） | 東京都体育館           | 増渕研二                                   | 栃木県   |  | 稲山京子               | 宮城県   |  |
| 23                                                | 全日本防具付空手道選手権大会                                                           | 1984年（昭和59年） | 東京都体育館           | 増渕研二                                   | 栃木県   |  | 稲山京子               | 宮城県   |  |
| 24                                                | 全日本防具付空手道選手権大会                                                           | 1985年（昭和60年） | 東京都体育館           | 榊春夫                                     | 宮城県   |  | 阿部美鈴               | 宮城県   |  |
| 25                                                | 全日本防具付空手道選手権大会                                                           | 1986年（昭和61年） | 東京都体育館           | 遠藤幸宏                                   | 宮城県   |  | 稲山京子               | 宮城県   |  |
| 26                                                | 全日本防具付空手道選手権大会                                                           | 1987年（昭和62年） | 新宿スポーツセンター   | 遠藤幸宏                                   | 宮城県   |  | 稲山京子               | 宮城県   |  |
| 27                                                | 全日本防具付空手道選手権大会                                                           | 1988年（昭和63年） | 新宿スポーツセンター   | 小山哲治                                   | 栃木県   |  | 稲山京子               | 宮城     |  |
| 28                                                | 全日本防具付空手道選手権大会                                                           | 1989年（平成元年） | 三島市民体育館         | 阿部憲二                                   | 宮城県   |  | 北浦るみ               | 宮城県   |  |
| 29                                                | 全日本防具付空手道選手権大会                                                           | 1990年（平成2年）  | 駒沢オリンピック体育館 | 阿部吉文                                   | 宮城県   |  | 村上利加               | 北海道   |  |
| 30                                                | 全国防具付空手道選手権大会                                                             | 1991年（平成3年）  | 東京体育館             | 阿部吉文                                   | 宮城県   |  | 吉田祥子               | 宮城県   |  |
| 31                                                | 全国防具付空手道選手権大会                                                             | 1992年（平成4年）  | 東京体育館             | 阿部吉文                                   | 宮城県   |  | 阿部育子               | 宮城県   |  |
| 32                                                | 全国防具付空手道選手権大会                                                             | 1993年（平成5年）  | 東京体育館             | 阿部吉文                                   | 宮城県   |  | 吉田祥子               | 宮城県   |  |
| 33                                                | 全国防具付空手道選手権大会                                                             | 1994年（平成6年）  | 東京体育館             | 阿部吉文                                   | 宮城県   |  | 北浦るみ               | 宮城県   |  |
| 34                                                | 全国防具付空手道選手権大会                                                             | 1995年（平成7年）  | 東京体育館             | 奥田大介                                   | 埼玉県   |  | 吉田祥子               | 宮城県   |  |
| 35                                                | 全国防具付空手道選手権大会                                                             | 1996年（平成8年）  | 東京体育館             | 阿部吉文                                   | 宮城県   |  | 吉田祥子               | 宮城県   |  |
| 36                                                | 全国防具付空手道選手権大会                                                             | 1997年（平成9年）  | 東京体育館             | 阿部吉文                                   | 宮城県   |  | 北浦るみ               | 宮城県   |  |
| 37                                                | 全国防具付空手道選手権大会                                                             | 1998年（平成10年） | 東京武道館             | 阿部吉文                                   | 宮城県   |  | 立原あかね             | 埼玉県   |  |
| 38                                                | 全国防具付空手道選手権大会                                                             | 1999年（平成11年） | 東京武道館             | 阿部吉文                                   | 宮城県   |  | 北浦るみ               | 宮城県   |  |
| 39                                                | 全国防具付空手道選手権大会                                                             | 2000年（平成12年） | 東京武道館             | 阿部吉文                                   | 宮城県   |  | 北浦るみ               | 宮城県   |  |
| 40                                                | 全国防具付空手道選手権大会                                                             | 2001年（平成13年） | 東京武道館             | 近藤飛鳥                                   | 宮城県   |  | 北浦るみ               | 宮城県   |  |
| 41                                                | 全国防具付空手道選手権大会                                                             | 2002年（平成14年） | 東京武道館             | 佐藤光信                                   | 宮城県   |  | 北浦るみ               | 宮城県   |  |
| 42                                                | 全国防具付空手道選手権大会                                                             | 2003年（平成15年） | 東京武道館             | 佐藤光信                                   | 宮城県   |  | 北浦るみ               | 宮城県   |  |
| 43                                                | 全国防具付空手道選手権大会                                                             | 2004年（平成16年） | 東京武道館             | 外薗大志                                   | 神奈川県 |  | 北浦るみ               | 宮城県   |  |
| 44                                                | 全国防具付空手道選手権大会                                                             | 2005年（平成17年） | 東京武道館             | 近藤飛鳥                                   | 宮城県   |  | 高橋成美               | 宮城県   |  |
| 45                                                | 全国防具付空手道選手権大会                                                             | 2006年（平成18年） | 東京武道館             | 近藤飛鳥                                   | 宮城県   |  | トレーシー・マカレッカ | カナダ   |  |
| 46                                                | 全国防具付空手道選手権大会                                                             | 2007年（平成19年） | 東京武道館             | 佐藤光信                                   | 宮城県   |  | トレーシー・マカレッカ | カナダ   |  |
| 47                                                | 全国防具付空手道選手権大会                                                             | 2008年（平成20年） | 東京武道館             | 外薗大志                                   | 神奈川県 |  | 小畑みゆき             | 宮城県   |  |
| 48                                                | 全国防具付空手道選手権大会                                                             | 2009年（平成21年） | 東京武道館             | 外薗大志                                   | 神奈川県 |  | 北浦るみ               | 宮城県   |  |
| 49                                                | 全国防具付空手道選手権大会                                                             | 2010年（平成22年） | 東京武道館             | 鈴木康史                                   | 埼玉県   |  | 一戸弘美               | 青森県   |  |
|                                                   | 2011年（平成23年） 東日本大震災の影響により、開催されず。                              |                    |                        |                                            |          |  |                        |          |  |
| 50                                                | 全国防具付空手道選手権大会                                                             | 2012年（平成24年） | 東京武道館             | 早川和揮                                   | 神奈川県 |  | 大坂綾香               | 青森県   |  |
| 51                                                | 全国防具付空手道選手権大会                                                             | 2013年（平成25年） | 墨田区総合体育館       | 早川和揮                                   | 神奈川県 |  | 一戸弘美               | 青森県   |  |
| 52                                                | 全国防具付空手道選手権大会                                                             | 2014年（平成26年） | 東京武道館             | 吉田聖                                     | 青森県   |  | 大滝あゆみ             | 神奈川県 |  |
| 東日本大震災復興祈念 全日本防具付空手道選手権大会 | 東日本大震災復興祈念 全日本防具付空手道選手権大会                                      | 2015年（平成27年） | 気仙沼市総合体育館     | 近藤飛鳥                                   | 宮城県   |  | 大滝あゆみ             | 神奈川県 |  |
| 53                                                | 全国防具付空手道選手権大会                                                             | 2015年（平成27年） | 東京武道館             | 外薗大志                                   | 神奈川県 |  | 大滝あゆみ             | 神奈川県 |  |
| 54                                                | 全国防具付空手道選手権大会                                                             | 2016年（平成28年） | 東京武道館             | 奥田大介                                   | 埼玉県   |  | 大滝あゆみ             | 神奈川県 |  |
| 55                                                | 全国防具付空手道選手権大会                                                             | 2017年（平成29年） | 東京武道館             | 吉田聖                                     | 青森県   |  | 細貝佑里英             | 埼玉県   |  |
| 56                                                | 全国防具付空手道選手権大会                                                             | 2018年（平成30年） | 東京武道館             | 早川和揮                                   | 神奈川県 |  | 大滝あゆみ             | 神奈川県 |  |
| 57                                                | 全国防具付空手道選手権大会                                                             | 2019年（令和元年） | 東京武道館             | 早川和揮                                   | 神奈川県 |  | 大滝あゆみ             | 神奈川県 |  |
| 58                                                | 全国防具付空手道選手権大会                                                             | 2020年（令和二年） | 東京武道館             | 台風19号の接近により中止                   |          |  |                        |          |  |
| 59                                                | 全国防具付空手道選手権大会                                                             | 2021年（令和三年） | 東京武道館             | 新型コロナウィルス感染拡大の影響により中止 |          |  |                        |          |  |
| 60                                                | 全国防具付空手道選手権大会                                                             | 2022年（令和四年） | 東京武道館             | 早川和揮                                   | 神奈川県 |  | 早川あゆみ             | 神奈川県 |  |
| 61                                                | 全国防具付空手道選手権大会                                                             | 2023年（令和五年） | 東京武道館             | 早川和揮                                   | 神奈川県 |  | 及川心愛               | 宮城県   |  |
| 62                                                | 全国防具付空手道選手権大会                                                             | 2024年（令和六年） | 東京武道館             | 北浦心太                                   | 宮城県   |  | 及川心愛               | 宮城県   |  |
|                                                   |                                                                                        |                    |                        |                                            |          |  |                        |          |  |

### 形の部
| 回                                                | 大会名                                                    | 年                 | 開催地               | 一般男子優勝者                             | 所属                 |                      | 一般女子優勝者       | 所属                 |  |
| ------------------------------------------------- | --------------------------------------------------------- | ------------------ | -------------------- | ------------------------------------------ | -------------------- | -------------------- | -------------------- | -------------------- |  |
| 32                                                | 全国防具付空手道選手権大会                                | 1993年（平成5年）  | 東京体育館           | 高久光二                                   | 栃木県               |                      |                      |                      |  |
| 33                                                | 全国防具付空手道選手権大会                                | 1994年（平成6年）  | 東京体育館           | 菊村敏彦                                   | 神奈川県             |                      |                      |                      |  |
| 34                                                | 全国防具付空手道選手権大会                                | 1995年（平成7年）  | 東京体育館           | 石井博                                     | 埼玉県               |                      |                      |                      |  |
| 35                                                | 全国防具付空手道選手権大会                                | 1996年（平成8年）  | 東京体育館           | 高久光二                                   | 栃木県               |                      |                      |                      |  |
| 36                                                | 全国防具付空手道選手権大会                                | 1997年（平成9年）  | 東京体育館           | 中畑要                                     | 青森県               |                      |                      |                      |  |
| 37                                                | 全国防具付空手道選手権大会                                | 1998年（平成10年） | 東京武道館           | 中畑要                                     | 青森県               |                      |                      |                      |  |
| 38                                                | 全国防具付空手道選手権大会                                | 1999年（平成11年） | 東京武道館           | 外薗大志                                   | 神奈川県             |                      | 吉田祥子             | 宮城県               |  |
| 39                                                | 全国防具付空手道選手権大会                                | 2000年（平成12年） | 東京武道館           | 外薗大志                                   | 神奈川県             |                      | 及川貴江             | 神奈川県             |  |
| 40                                                | 全国防具付空手道選手権大会                                | 2001年（平成13年） | 東京武道館           | デール・ミツアキ・フジモト                 | 宮城県               |                      | 寺田有希             | 栃木県               |  |
| 41                                                | 全国防具付空手道選手権大会                                | 2002年（平成14年） | 東京武道館           | 外薗大志                                   | 神奈川県             |                      | 寺田幸恵             | 栃木県               |  |
| 42                                                | 全国防具付空手道選手権大会                                | 2003年（平成15年） | 東京武道館           | 外薗大志                                   | 神奈川県             |                      | 寺田幸恵             | 栃木県               |  |
| 43                                                | 全国防具付空手道選手権大会                                | 2004年（平成16年） | 東京武道館           | 外薗大志                                   | 神奈川県             |                      | 寺田幸恵             | 栃木県               |  |
| 44                                                | 全国防具付空手道選手権大会                                | 2005年（平成17年） | 東京武道館           | 外薗大志                                   | 神奈川県             |                      | 寺田有希             | 栃木県               |  |
| 45                                                | 全国防具付空手道選手権大会                                | 2006年（平成18年） | 東京武道館           | 菊池祥宏                                   | 栃木県               |                      | 阿部ちなみ           | 埼玉県               |  |
| 46                                                | 全国防具付空手道選手権大会                                | 2007年（平成19年） | 東京武道館           | 鈴木慧                                     | 栃木県               |                      | 阿部ちなみ           | 埼玉県               |  |
| 47                                                | 全国防具付空手道選手権大会                                | 2008年（平成20年） | 東京武道館           | 鈴木慧                                     | 栃木県               |                      | 中山明香             | 栃木県               |  |
| 48                                                | 全国防具付空手道選手権大会                                | 2009年（平成21年） | 東京武道館           | 又村崇仁                                   | 神奈川県             |                      | 中山明香             | 栃木県               |  |
| 49                                                | 全国防具付空手道選手権大会                                | 2010年（平成22年） | 東京武道館           | 又村崇仁                                   | 神奈川県             |                      | 阿部ちなみ           | 埼玉県               |  |
|                                                   | 2011年（平成23年） 東日本大震災の影響により、開催されず。 |                    |                      |                                            |                      |                      |                      |                      |  |
| 50                                                | 全国防具付空手道選手権大会                                | 2012年（平成24年） | 東京武道館           | 佐伯魁莉                                   | 栃木県               |                      | 細貝佑里英           | 埼玉県               |  |
| 51                                                | 全国防具付空手道選手権大会                                | 2013年（平成25年） | 形の部は開催されず。 | 形の部は開催されず。                       | 形の部は開催されず。 | 形の部は開催されず。 | 形の部は開催されず。 | 形の部は開催されず。 |  |
| 52                                                | 全国防具付空手道選手権大会                                | 2014年（平成26年） | 東京武道館           | 佐伯魁莉                                   | 栃木県               |                      | 細貝佑里英           | 埼玉県               |  |
| 東日本大震災復興祈念 全日本防具付空手道選手権大会 | 東日本大震災復興祈念 全日本防具付空手道選手権大会         | 2015年（平成27年） | 気仙沼市総合体育館   | 中山尚之                                   | 宮城県               |                      | 大滝あゆみ           | 神奈川県             |  |
| 53                                                | 全国防具付空手道選手権大会                                | 2015年（平成27年） | 東京武道館           | 外薗大志                                   | 神奈川県             |                      | 細貝佑里英           | 埼玉県               |  |
| 54                                                | 全国防具付空手道選手権大会                                | 2016年（平成28年） | 東京武道館           | 佐伯魁莉                                   | 栃木県               |                      | 細貝佑里英           | 埼玉県               |  |
| 55                                                | 全国防具付空手道選手権大会                                | 2017年（平成29年） | 東京武道館           | 早川和揮                                   | 神奈川県             |                      | 細貝佑里英           | 埼玉県               |  |
| 56                                                | 全国防具付空手道選手権大会                                | 2018年（平成30年） | 東京武道館           | 早川和揮                                   | 神奈川県             |                      | 武田有希             | 栃木県               |  |
| 57                                                | 全国防具付空手道選手権大会                                | 2019年（令和元年） | 東京武道館           | 台風19号の接近により中止                   |                      |                      |                      |                      |  |
| 58                                                | 全国防具付空手道選手権大会                                | 2020年（令和二年） | 東京武道館           | 新型コロナウィルス感染拡大の影響により中止 |                      |                      |                      |                      |  |
| 59                                                | 全国防具付空手道選手権大会                                | 2021年（令和三年） | 東京武道館           | 服部彪我                                   | 埼玉県               |                      | 早川あゆみ           | 神奈川県             |  |
| 60                                                | 全国防具付空手道選手権大会                                | 2022年（令和四年） | 東京武道館           | 早川和揮                                   | 神奈川県             |                      | 鈴木美咲             | 神奈川県             |  |
| 61                                                | 全国防具付空手道選手権大会                                | 2023年（令和五年） | 東京武道館           | 早川和揮                                   | 神奈川県             |                      | 早川あゆみ           | 神奈川県             |  |
| 62                                                | 全国防具付空手道選手権大会                                | 2024年（令和六年） | 東京武道館           | 早川和揮                                   | 神奈川県             |                      | 早川あゆみ           | 神奈川県             |  |

## その他
大会出場資格は錬武会の各県からの選抜選手の他、オープン参加枠がある。この枠での出場資格は初段以上であり、流派は問われていない。
また、県大会入賞者には他流派選手も含めて、全国大会参加資格を付与している県もある。
なお、2013年度よりオープン参加者向けに防具ストロングマンの貸出を開始した。